# Gonia asiatica
Gonia asiatica là một loài ruồi trong họ Tachinidae.